# La Trilogie des joyaux
La Trilogie des joyaux est une série de romans de fantasy de l'écrivain américain David Eddings, parus sous le titre original The Elenium. Elle fait partie du cycle La pierre sacrée perdue.
La série est composée de trois tomes :
1. Le Trône de diamant (The Diamond Throne, 1989)
2. Le Chevalier de rubis (The Ruby Knight, 1990)
3. La Rose de saphir (The Sapphire Rose, 1991)

Cette série est suivie d'une autre trilogie où l'on retrouve les mêmes personnages : la Trilogie des périls.

## Histoire générale
Émouchet le chevalier pandion rentre chez lui après de longues années d'exil. Sa jeune reine, Ehlana souveraine d'Élénie, souffre d'un mal mystérieux qui la tue lentement. La sorcière styrique Séphrenia n'a pu que l’enchâsser dans un bloc de cristal qui retarde l'échéance. Émouchet, accompagné de Séphrénia et la mystérieuse fillette Flûte entreprend une quête pour retrouver le Bhelliom, la pierre magique disparue depuis des siècles, seule chance de sauver la reine Ehlana. Mais les ennemis des compagnons sont nombreux à rôder dans l'ombre et à comploter : Annias, le primat de Cimmura qui convoite le poste d'Archiprélat de l'église ; Martel, l'ancien chevalier Pandion chassé de l'ordre ; Ghwerig, le troll nain qui a façonné le joyau ; et surtout Azash le dieu du Mal, qui est lui aussi à la recherche de la pierre sacrée...

## Les peuples

### Les Élènes
Les Élènes sont les habitants de l'Élènie, royaume situé à l'ouest du continent d'Éosie. Ils sont connus pour leur logique implacable. Ils vénèrent un dieu unique avec une église très codifié.

### Les Styriques
Les Styriques sont des magiciens, maltraités et parfois assassinés par les Élènes de basses extractions. Ils vénèrent plusieurs dieux, proches de leurs adorateurs.

### Les Zemochs
Les Zemochs sont un peuple oriental issus d'un mélange d'Élènes et de Styriques qui adorent le dieu Azash.

## Personnages
- Annias, primat de Cimmura
- Ehlana, reine d'Élénie
- Émouchet, chevalier pandion, le héros de la saga
- Flûte/Aphrael, une fillette mystérieuse aux étranges pouvoirs, déesse styrique
- Kurik, écuyer d'Émouchet
- Séphrenia, sorcière et prêtresse styrique
- Vanion, grand maître de l'ordre Pandion
- Talen, jeune voleur hors pair, fils illégitime de Kurik
- Martel, Grand Mercenaire conspirateur, Pire ennemi de Emouchet
- Kalten, Tynian, Ulath et Bevier, Chevaliers de l'Église, Compagnons de Émouchet
- Lychéas, Prince régent, Bâtard royal, fils de Arissa et Annias
- Ghwerig, Troll nain, créateur du Bhelliom
- Azash, Dieu Ainé déchu du royaume des Dieux Styriques